# Green Building Supermarkt Wiesbaden-Erbenheim
Der Green Building Supermarkt in Wiesbaden-Erbenheim ist ein am 27. Mai 2021 eröffnetes Pilotprojekt der Rewe Group, bei dem ressourcenschonende und zukunftsweisende Potenziale in der Praxis getestet werden. Dabei wird beim Gebäudetragwerk auf wiederverwertbare, CO2-speichernde Baustoffe gesetzt. Kombiniert wird die Nutzung als Supermarkt mit dem Urban Farming, der Erzeugung regionaler Produkte unter Verwendung der Aquaponik.

## Gebäudekonzept

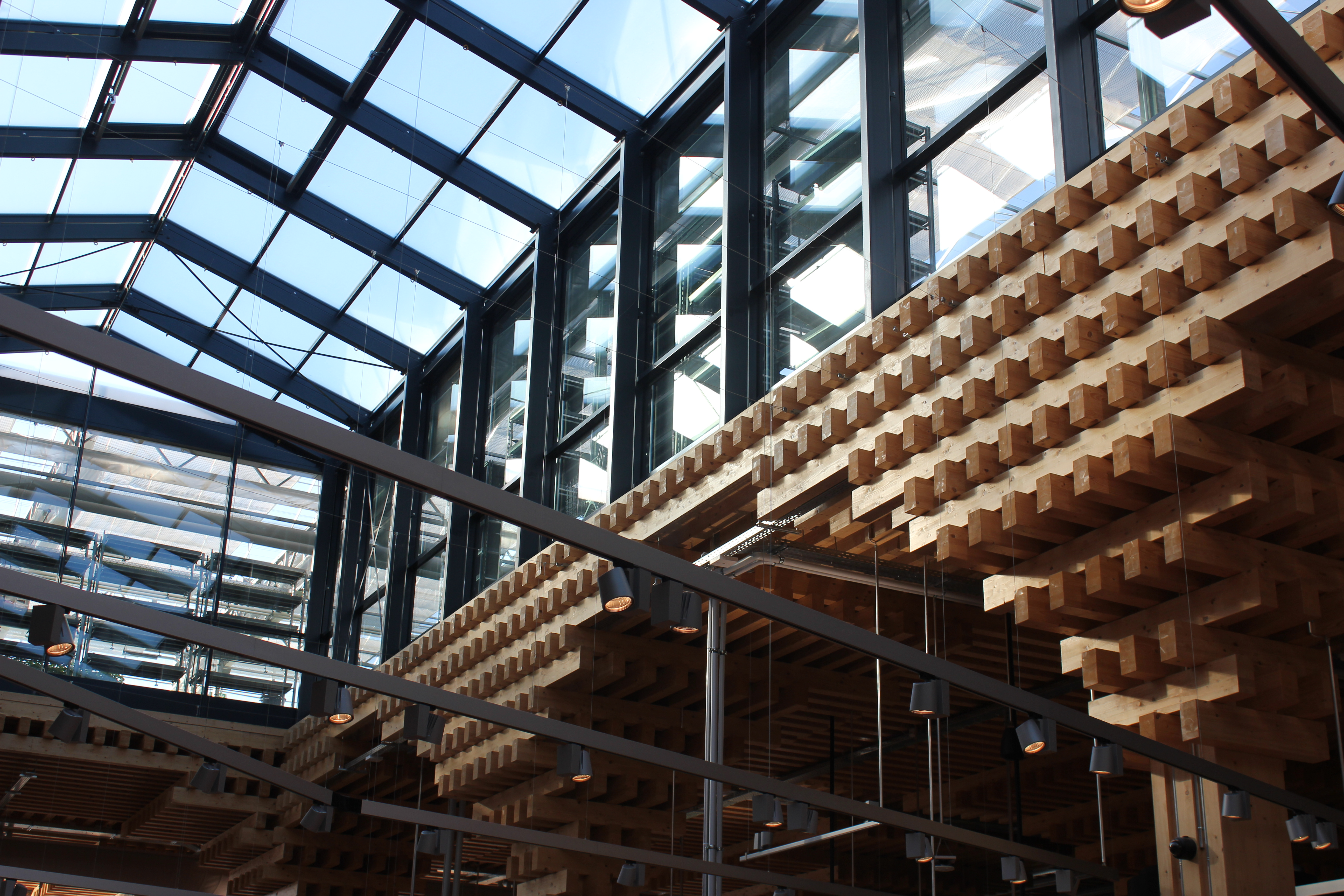
Innenansicht Lichtkuppel

In einem interdisziplinären Architekturwettbewerb setzte sich eine Kombination aus Markthalle und regionaler Fisch- und Basilikumaufzucht durch, die mit ihrem dreidimensionalen, umgekehrt-pyramidalen Holztragwerk und viel natürlichem Licht an historische Markthallen erinnert. Die Ost- und Westseite der Halle besteht aus einer großflächigen Verglasung. Die Mitte der Verkaufsflächen wird durch eine Glaskonstruktion aufgehellt, die sich in die Struktur der Gewächshäuser im Obergeschoss einfügt. Mit einem Stützenraster von acht auf acht Metern weicht die Halle bewusst von möglichst stützenfreien, sehr flexiblen Supermarktkonzepten ab und erhält statt dessen eine etwas weniger flexible, statt dessen kleinmaßstäblich gegliederte Halle mit Wiedererkennungswert. Es soll gegenüber den Konkurrenzangeboten im Internet ein Einkaufserlebnis geschaffen werden.
Die Gebäudestruktur ist flexibel, einfach zu bauen und besteht aus vorgefertigten Modulen. Somit kann die Konstruktion des Pilotprojektes auf andere Grundstücke oder Verkaufsraumgrößen angepasst werden. Jeder Markt soll zusätzlich auch individuell an den jeweiligen Standort angepasst werden. In Wiesbaden-Erbenheim gehörte das Baugebiet früher zu den Werkanlagen der Zementwerke Dyckerhoff & Widmann. Das Planungsbüro entwickelte deshalb für diesen Standort zwei Massivbauriegel nördlich und südlich der Verkaufsflächen. Zum Raumprogramm in diesen Riegeln gehören Räume für die Anlieferung, Lager und weitere dienende Räume. Im Mezzaningeschoss liegen die Fischaufzuchtbecken für die aquaponische Farm. Im Obergeschoss ermöglicht ein Besichtigungsraum Einblicke in das Gewächshaus mit der Basilikumaufzucht. Im anderen Riegel liegt eine Abholstation für von Kunden vorbestellte Waren mit Kurzzeitparkplätzen auf der Freifläche davor.
Das Obergeschoss besteht aus dem Glashaus, in dem Basilikum in Töpfen aus Recycling-Kunststoff gezogen wird. Zur Düngung und Bewässerung wird auch das Abwasser der Fischzucht genutzt. Von Erbenheim aus sollen Märkte in der Region ohne lange Lieferwege mit den erzeugten Lebensmitteln versorgt werden. Sofern das Pilotprojekt in Serie geht, könnte das System auf weitere Pflanzen- und Fischarten ausgeweitet werden.
Die 42 Holzstützen des Tragwerks bestehen aus heimischem, zertifiziertem Kiefern- und Lärchenholz. Die Verwendung von Holz als Baustoff bindet CO2 aus der Atmosphäre und gleichzeitig ersetzen die Stützen und Decken aus Holz übliche Stahl- oder Stahlbetonbauteile mit einer hohen CO2-Emission beim Herstellungsprozess. Dies führt zu einer negativen CO2-Bilanz des Werkstoffes Holz, der bei diesem Projekt den hohen CO2-Verbrauch des Stahlbetons für Gründung in der Gesamtbilanz ausgleicht. Die Verwendung handelsüblicher Holzquerschnitte in Kombination mit selbstbohrenden Gewindeschrauben ist Voraussetzung für eine hochwertige, vollumfängliche Wiederverwertung nach dem Gebäuderückbau. Ähnlich wie bei Holzbauten früherer Jahrhunderte sind die Leimhölzer als Träger, Balken oder Stürze in einem völlig anderen Gebäude erneut einsetzbar.

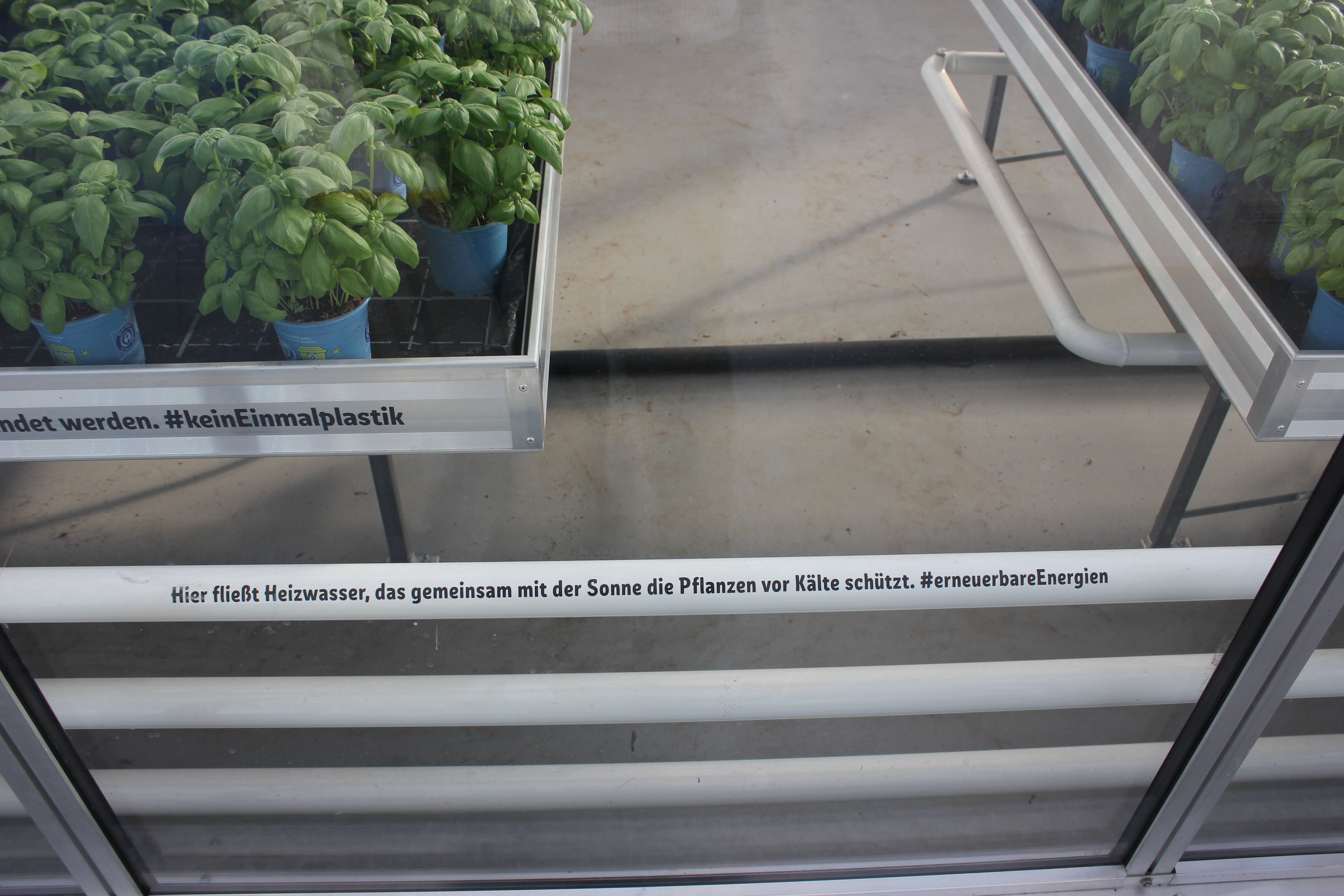
Detail der Basilikumaufzucht

Die landwirtschaftliche Nutzung der Dachfläche wird mit Regenwasser und Abwasser aus dem Fischbecken betrieben. Das Dunstwasser im Gewächshaus wird aufgefangen und wieder in die Becken geleitet. Nach dem Prinzip der Aquaponik dient das Abwasser der Fischzucht zur Düngung der Pflanzen. Es sollen jährlich 800.000 Basilikumpflanzen und 10.000 kg Fisch produziert werden. Das Regenwasser wird ebenso für die Sanitäranlagen und die Reinigung genutzt und senkt so den Trinkwasserverbrauch. Die Beheizung und Kühlung im Markt wird intelligent gesteuert, die Abwärme der Gewerbekälte wird für die Heizung genutzt. Es wird zu 100 % regenerativ erzeugter Strom eingesetzt.
Der REWE-Konzern hat in das Pilotprojekt „Rewe Green Farming“ mit 1500 m² Marktfläche rund 10 Millionen Euro investiert. Darin enthalten sind auch die Entwicklungskosten. Das Serienmodell soll mit seiner Vorfertigung und reduzierten Bauzeit nicht mehr als 2000 EUR/m² kosten (Stand 2021). Es sollen pro Jahr 25 bis 30 Märkte errichtet werden. Beim Vorgänger „Rewe Green Building“, wurden zwischen 2009 und 2021 mehr als 200 Filialen errichtet. Der Pilot-Markt soll von der Deutschen Gesellschaft für Nachhaltiges Bauen mit den Platin-Standard bewertet werden. REWE erforscht die Reaktionen der Kunden auf das neue Konzept. Wiesbaden erreichte sein Dreijahresumsatzziel bereits nach drei Wochen.

## Tragkonstruktion

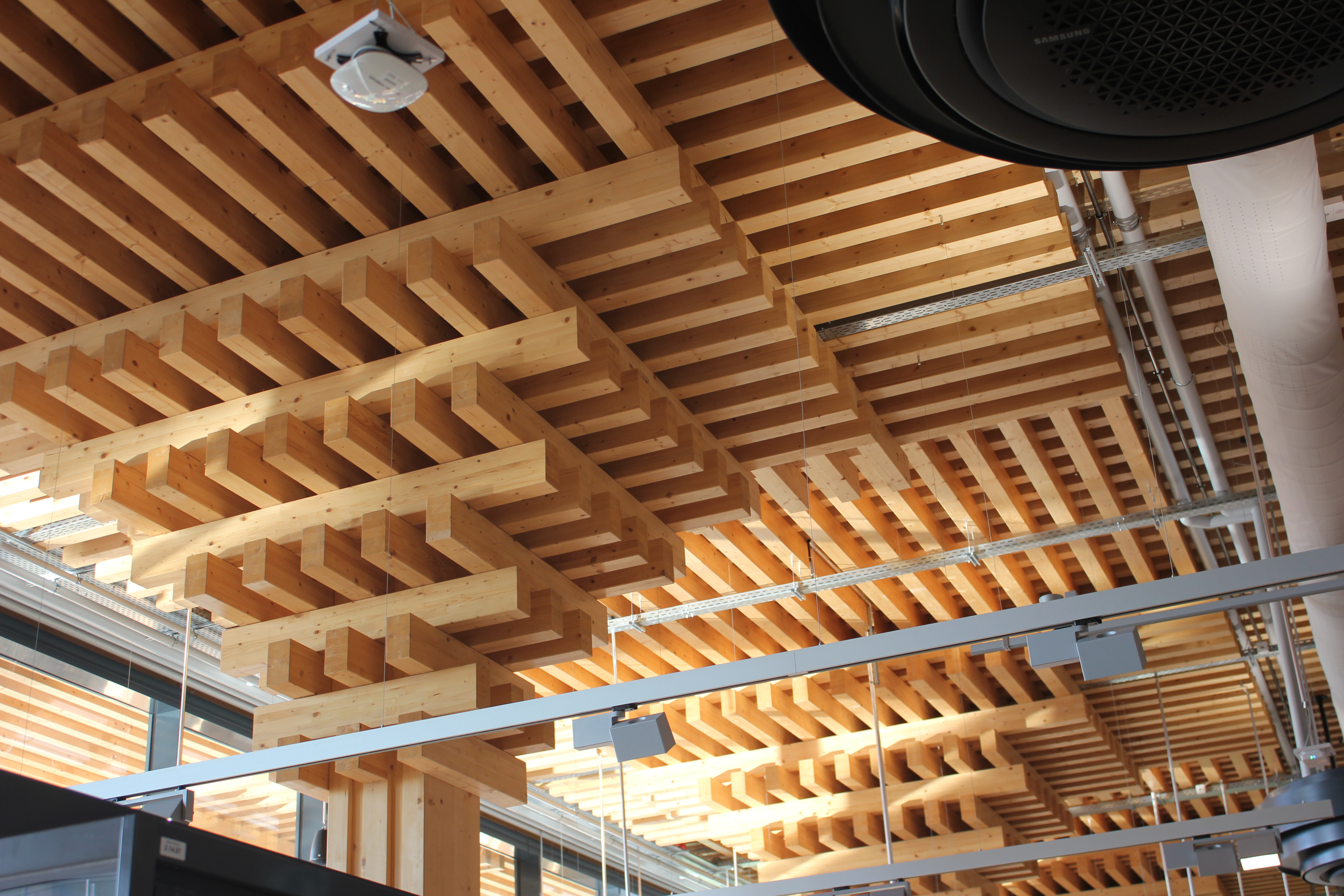
Tragwerk

Historisches Beispiel für ein Tragwerk aus auskragenden Konsolen

Das hybride Tragwerkskonzept besteht aus Holz- und Stahlbetonelementen. Aufgrund der schlechten Baugrundverhältnisse realisierte man eine Tiefgründung mit Bohrpfählen als Teilverdrängungspfähle. Die Bodenplatte wurde elastisch gebettet.
Das Tragwerk der Halle lehnt sich mit der Stapelung handelsüblicher Leimholzquerschnitte an die asiatische Dougong-Bauweise an, bei der ein System auskragender Konsolen nicht nur eine günstige Lastabtragung gewährleistet, sondern auch zu einem Gestaltungsprinzip wird. Zur Optimierung der Wirtschaftlichkeit, der Anzahl der Kreuzungspunkte und des Holzvolumens wurden verschiedene Detailausbildungen und Geometrien der Stützenköpfe untersucht. Letztendlich wurde ein System aus blockverleimten Holzstützen mit einer Querschnittsfläche von 48/48 Zentimetern und einem Stützenraster von 8/8 Metern, zwölf zunehmend auskragenden Kreuzlagen aus Brettschichthölzern (12/20 Zentimeter) unter einer Deckenkonstruktion aus kreuzweise angeordneten Holzbalken unter einer massiven Holzplatte ausgewählt. Die in 12 Lagen gestapelten Kragbalken wurden untereinander an den Kreuzungspunkten und an der jeweiligen Stütze rotationssteif verschraubt. Die 13. Lage verbindet die Stützenköpfe in Nord-Süd-Richtung. Die orthogonal kreuzende Lage 14 und 15 bildet mit der massiven, 10 Zentimeter starken Brettsperrholzplatte die Decke über dem Markt und gleichzeitig die Aufstandsfläche für das darüber liegende Gewächshaus. Die konsolartige Stützenkopfkonstruktion verkürzt die Deckenspannweite. So werden die Verformungen und das Schwindungsverhalten der Decken reduziert. Die Dachfarm bringt Nutzlasten zwischen 3 und 15 kN/m². Die Lastweiterleitung erfolgt über die Kontaktpressung in den Kreuzlagen. Die gleichmäßige Verteilung der Schubkräfte über die Verbindungshöhe zwischen Balken und Stützen wird über die Steifigkeitsverhältnisse der Stützenkopfgeometrie und die Knotenverbindungen nachgewiesen. Hohe Lasten im Bereich der Basilikumaufzucht wurden im Übergang zwischen der Holzdecke und den Massivbauboxen in einem Bereich mit geringeren Spannweiten angeordnet. Die Wandscheiben der Boxen werden auch zur horizontalen Aussteifung herangezogen. Die Nachweise für eine feuerhemmende Konstruktion F30 erfolgte unter Berücksichtigung der Abbrandrate in den Holzquerschnitten.

## Freiflächenkonzept
Der Supermarkt liegt am südlichen Rand von Erbenheim neben dem Bett des Wäschbach. Im Übergang zum Parkplatz wurden heimische Sträucher wie die Felsenbirne (Amelanchier ovalis) oder der Spindelstrauch (Euonymus europaeus) angepflanzt. Auf dem Parkplatz sind die 154 Stellplätze ringförmig um eine zusammenhängende, ca. 1000 m² große Grünfläche angeordnet worden. Es wurden 31 Bäume wie Ahorne, Hopfenbuchen und Blumeneschen gepflanzt, die dem zunehmend heißeren Stadtklima trotzen sollen. Helles Pflaster, teilweise als Rasenpflaster verlegt, soll im Vergleich zu sonst üblichen, dunklen Asphaltflächen, die Aufheizung im Sommer reduzieren und Regenwasser versickern lassen. Stauden- und Wiesenflächen sollen Insekten Nahrung bieten und ebenfalls zur Versickerung von Regenwasser dienen. An der Südfassade des Drogeriemarktes wurde eine Fassadenbegrünung angelegt. Sie ist als Lebensraum für Tiere geplant und befreit die Luft von Stickoxiden und Feinstaubpartikels.
Auf dem Parkplatz gibt es zwei Elektro-Ladesäulen für vier Elektroautos. Eine E-Bike-Ladestelle und 30 Fahrradstellplätze liegen neben der Bäckerei unter dem Dachüberstand. Auf der nächsten Bushaltestelle Egerstraße verkehren die Buslinien 5, 15, 28, N2 und N7.

## Auszeichnungen
- Materialpreis 2021[9]
- Aufgenommen in das Besichtigungsprogramm „Tag der Architektur“ 2022[10]

## Galerie

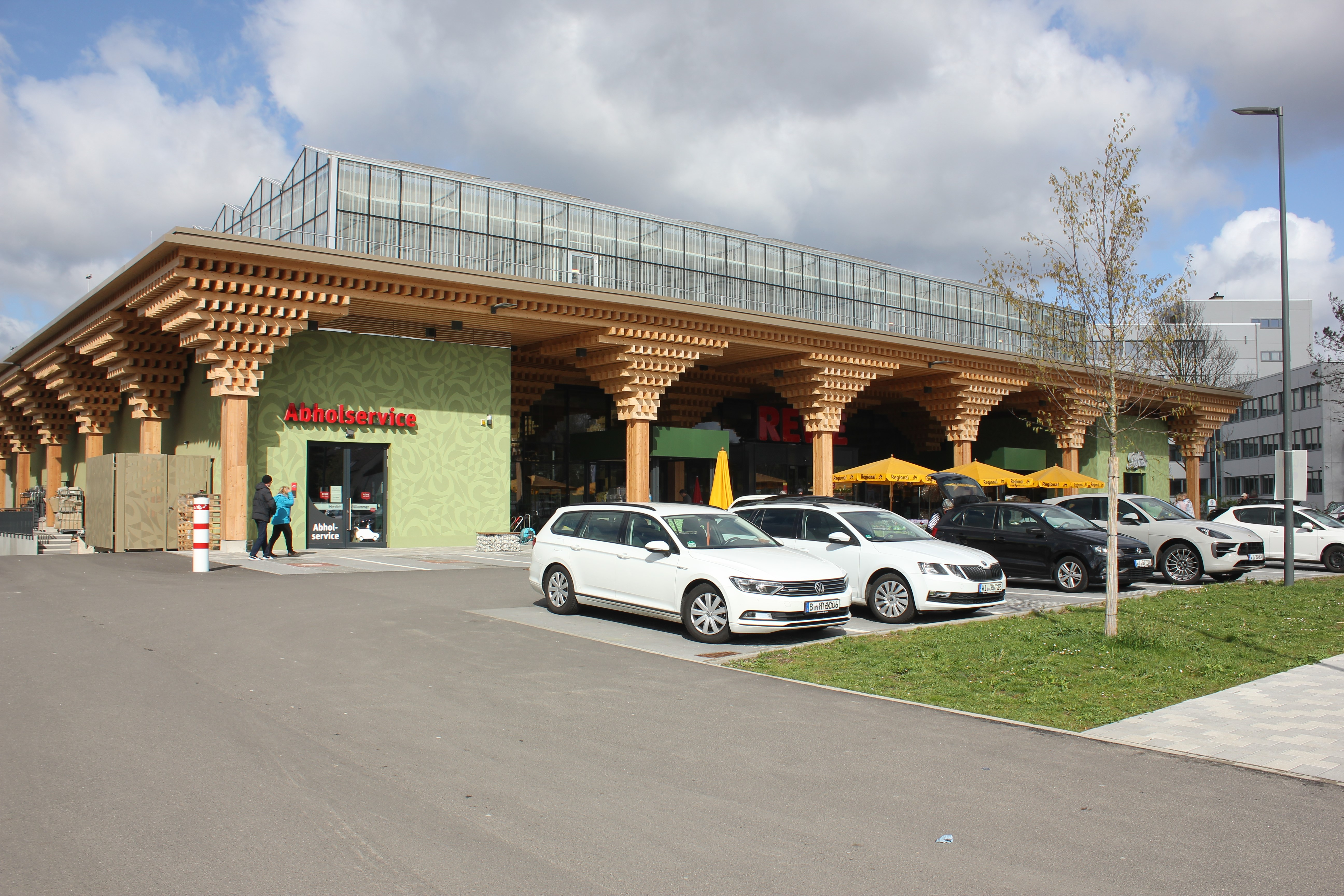
Parkplatz mit SO-Fassade
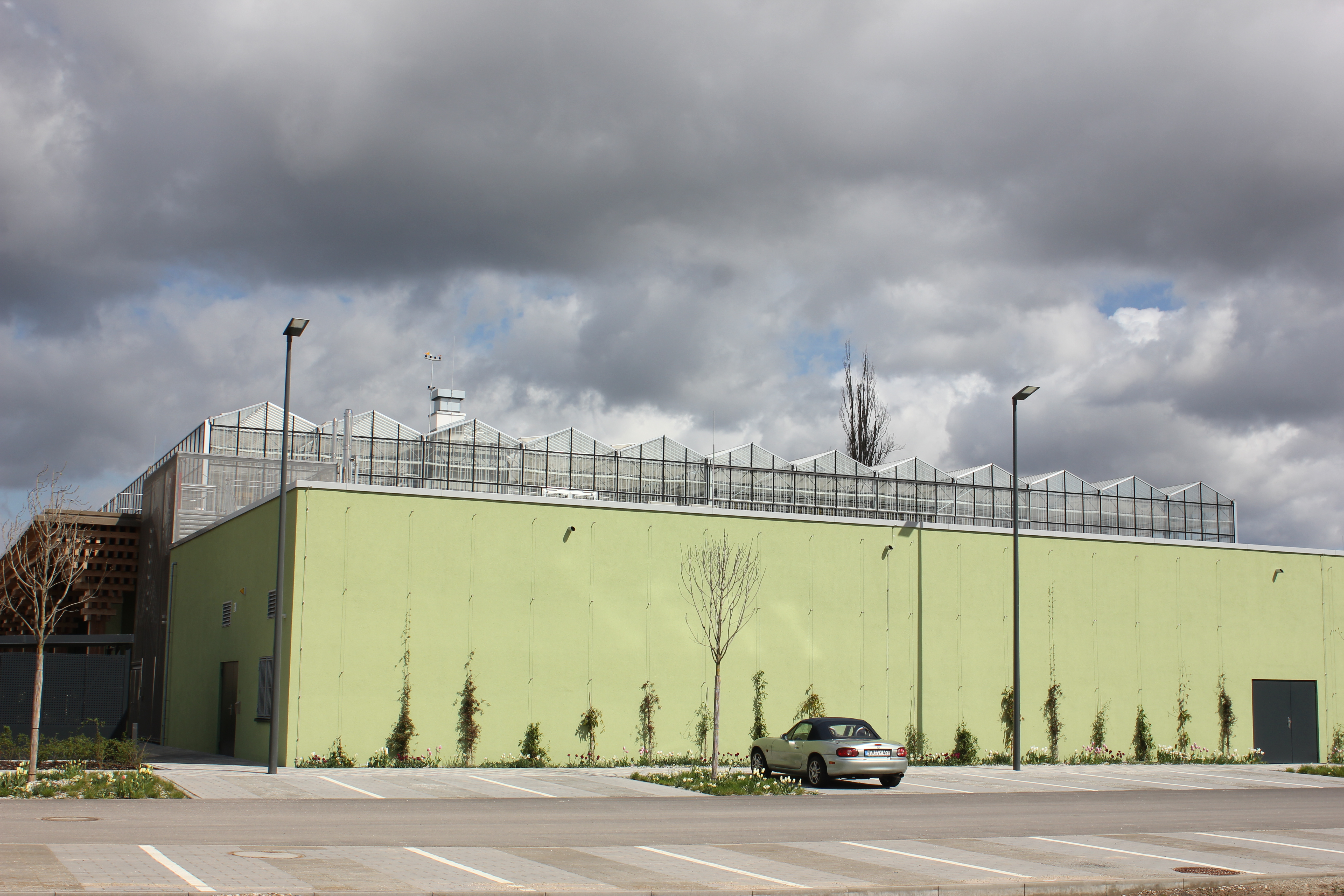
Südansicht mit Fassade der Drogerie und Treibhäusern auf dem Supermarkt
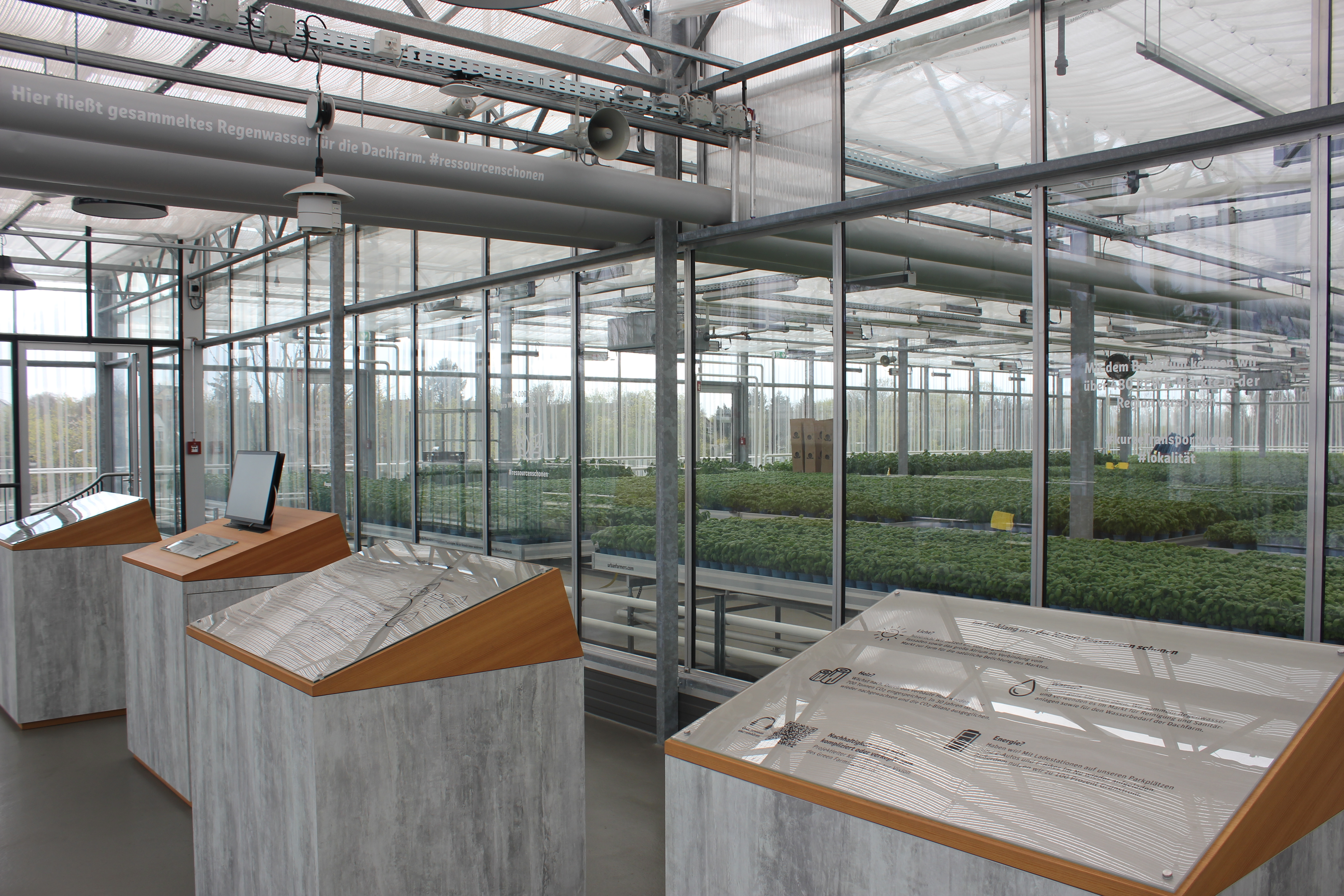
Besichtigungsraum mit Blick auf das Treibhaus
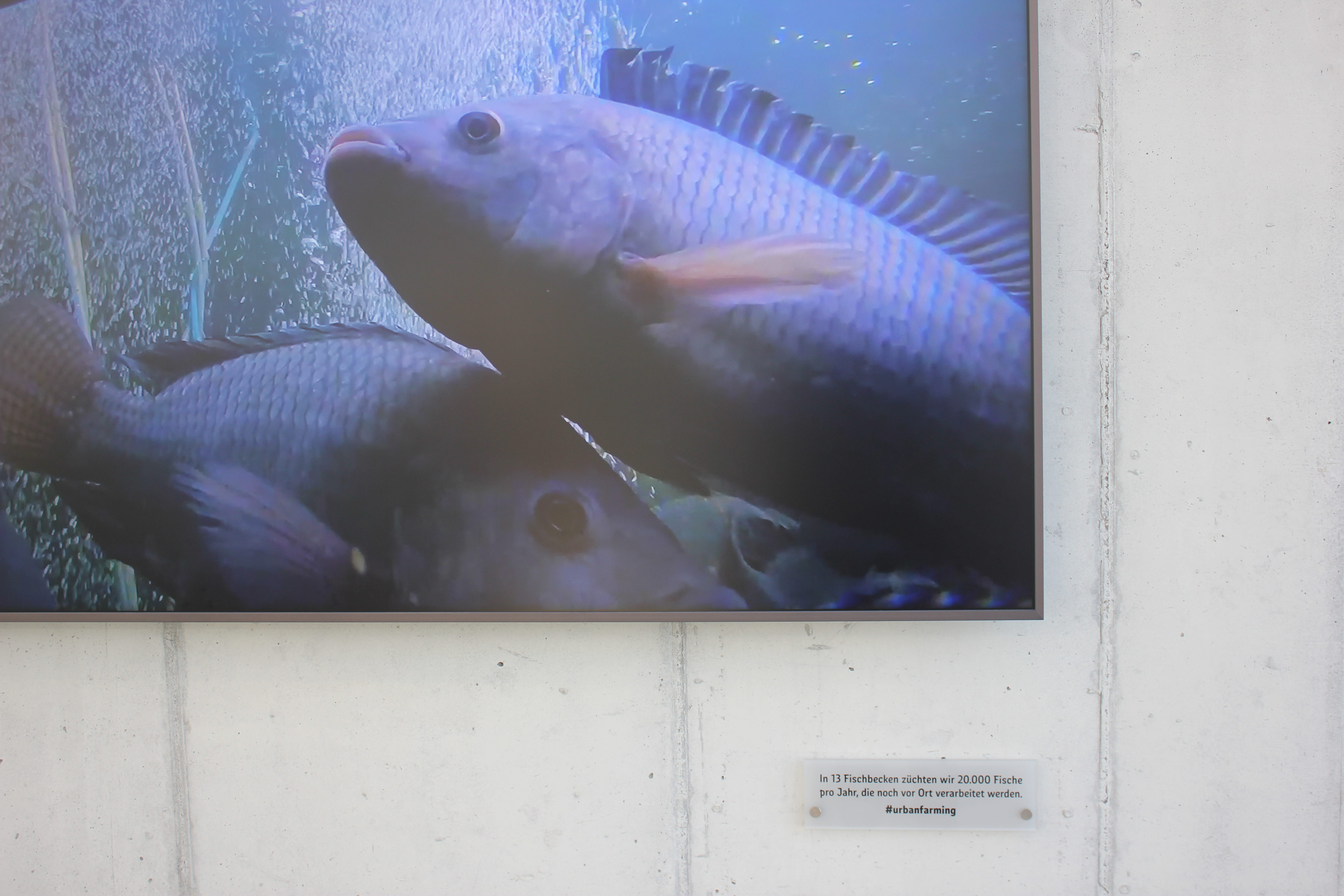
Bildübertragung aus den Fischaufzuchtbecken in den Besucherraum